# オシャレにKiss me
「オシャレにKiss me」（オシャレにキス・ミー）は、1983年10月21日にリリースされた岩崎良美の15枚目のシングル。発売元はキャニオンレコード。

## 概要
7枚目のアルバム『Save me』からの先行シングル。表題曲「オシャレにKiss me」の作曲を担当し編曲家としても活躍する山川恵津子は、出来ればこの曲も自分のアレンジを採用して欲しかったが、制作の意図があって叶わなかったと自身のホームページで告白している。また、このような事例は他にも沢山あり、大村雅朗のアレンジには自身のデモ音源とは違いクールで理路整然とした印象を受けたと言う。山川は「正直とても気に入ったとも、全然違ってしまったということでもなく、これはこれで良しというところです」と感想を述べている。
2020年4月発売のデビュー40周年記念アルバム『Chanter chanter chanter』にはニュー・バージョンで収録されている。
B面曲「風の影」はオリジナル・アルバム未収録曲となっている。

## 収録曲
1. オシャレにKiss me（3分21秒）
作詞：売野雅勇 / 作曲：山川恵津子 / 編曲：大村雅朗
2. 風の影（4分21秒）
作詞：売野雅勇 / 作曲：鈴木キサブロー / 編曲：後藤次利 / ストリングス編曲：福井峻 / コーラス編曲：東郷昌和